# Biuro (amerykański serial telewizyjny)
Biuro (oryg. The Office) – amerykański mockumentalny serial komediowy, realizowany w latach 2005–2013 przez NBC. Remake popularnego serialu brytyjskiego o tym samym tytule emitowanego przez BBC.

## Fabuła
Fabuła serialu opowiada o perypetiach pracowników biura regionalnego firmy papierniczej Dunder Mifflin w Scranton w Pensylwanii. Kierownikiem jest ekscentryczny, samolubny, ale też zabawny Michael Scott. Obiektem jego niewybrednych żartów jest w pierwszej kolejności cicha, lecz czarująca recepcjonistka Pam Beesly. Piątkę głównych bohaterów uzupełniają też podlizujący się szefowi Dwight Schrute, utalentowany sprzedawca Jim Halpert oraz obojętny na wszystko pracownik tymczasowy Ryan Howard.

## Obsada
| Aktor              | Rola                   | Sezony                           | Uwagi |
| ------------------ | ---------------------- | -------------------------------- | --- |
| Steve Carell       | Michael Scott          | 1-7, gościnnie w finale 9 sezonu | W sezonie 7 odchodzi z biura dla Holly, przeprowadzając się do Kolorado. Pojawia się w finale 9 sezonu na ślubie Angeli i Dwighta jako świadek.            |
| Rainn Wilson       | Dwight K. Schrute      | 1-9                              | W 9 sezonie zostaje Menedżerem Regionalnym DM. W finale tego sezonu bierze ślub z Angelą.                                                                  |
| John Krasinski     | Jim Halpert            | 1-9                              | Od sezonu 6 mąż Pam. W finale 9 sezonu odchodzi z biura.                                                                                                   |
| Jenna Fischer      | Pam Beesly             | 1-9                              | Od sezonu 6 żona Jima. W finale 9 sezonu odchodzi z biura.                                                                                                 |
| B.J. Novak         | Ryan Howard            | 1-9                              | W 9 sezonie odszedł z biura chcąc odzyskać Kelly. W finale tego sezonu do niej wraca.                                                                      |
| Ed Helms           | Andy Bernard           | 3-9                              | W 9 sezonie odchodzi z biura chcąc zacząć przygodę z aktorstwem itd.                                                                                       |
| Oscar Nuñez        | Oscar Martinez         | 1-9                              | W finale 9 sezonu dowiadujemy się, że kandyduje na senatora stanowego i zostaje ojcem chrzestnym dziecka Angeli i Dwighta.                                 |
| Brian Baumgartner  | Kevin Malone           | 1-9                              | W sezonie 9 został zwolniony przez Dwighta za błędy w księgowości.                                                                                         |
| Angela Kinsey      | Angela Martin          | 1-9                              | W finale 9 sezonu bierze ślub z Dwightem. |
| Leslie David Baker | Stanley Hudson         | 1-9                              | W finale 9 sezonu dowiadujemy się, że odszedł na emeryturę.                                                                                                |
| Phyllis Smith      | Phyllis Lapin          | 1-9                              | W sezonie 3 bierze ślub z Bobem Vance’em. |
| Mindy Kaling       | Kelly Kapoor           | 1-9                              | W sezonie 9 odchodzi z biura, przeprowadzając się ze swoim chłopakiem do innego miasta, ale w finale wraca do Ryana.                                       |
| Paul Lieberstein   | Toby Flenderson        | 1-9                              | W sezonie 9 zostaje zwolniony przez Dwighta. |
| Creed Bratton      | Creed Bratton          | 1-9                              | W sezonie 9 zostaje aresztowany przez policję. |
| Kate Flannery      | Meredith Palmer        | 1-9                              | W finale 9 sezonu dowiadujemy się, że podczas kręcenia dokumentu studiowała psychologię.                                                                   |
| Craig Robinson     | Darryl Philbin         | 1-9                              | W sezonie 9 odchodzi z biura, zatrudniając się w firmie, której wspólnikiem jest Jim.                                                                      |
| Ellie Kemper       | Kelly Erin Hannon      | 5-9                              | W finale 9 sezonu na spotkaniu z fanami dokumentu spotyka po raz pierwszy swoich rodziców.                                                                 |
| Zach Woods         | Gabriel Susan Lewis    | 6-9                              | W sezonie 9 zostaje zwolniony z powodu, iż David Wallace odkupił DM Sabre.                                                                                 |
| Catherine Tate     | Nellie Bertram         | 7-9                              | W finale 9 sezonu dowiadujemy się, że chwilę po emisji dokumentu opuściła szeregi DM, przeprowadziła się do Polski i postanawia zaadoptować dziecko Ryana. |
| Clark Duke         | Clark Green            | 9                                | |
| Jake Lacy          | Pete Miller            | 9                                | |
| James Spader       | Robert California      | 7-8                              | W finale 8 sezonu zostaje zwolniony z powodu odkupienia DM przez Davida Wallace'a.                                                                         |
| David Denman       | Roy Anderson           | 1-3, 5, 7, 9                     | Narzeczony Pam w sezonach 1-2. W sezonie 3 zwolniony z biura za atak na Jima. W sezonie 9 bierze ślub z Laurą i dowiadujemy się, że założył firmę żwirową. |
| Rashida Jones      | Karen Brady Filippelli | 3-5, 7                           | W sezonie 3 dziewczyna Jima. W sezonie 5 przenosi się do oddziału Utica DM na stanowisko menedżera regionalnego.                                           |
| Melora Hardin      | Jan Levinson           | 1-5, gościnnie 7 i 9             | Była CEO w DM i była partnerka życiowa Michaela Scotta. |
| Amy Ryan           | Hollis Flax Scott      | 4-7                              | W sezonie 7 przenosi się wraz z Michaelem do Kolorado. |
| Andy Buckley       | David Wallace          | 2-9                              | W finale 8 sezonu odkupuje Dunder Mifflin Sabre. |
| David Koechner     | Todd Packer            | 1-3, 6-9                         | |
| Kathy Bates        | Jo Bennett             | 6-7                              | |
| Michael Schur      | Mose Schrute           | 2-4, 6-9                         | |

## Dostępność w Polsce
Serial Biuro był w czasie wakacji 2008 dostępny w platformie n w ramach usługi VOD nSeriale (pierwsze trzy sezony, możliwość wyboru pomiędzy wersją z lektorem i z napisami). Następnie, pierwsze trzy sezony były dostępne w programie stacji Comedy Central, kontynuację emisji zapewniła natomiast Fox Comedy. Wszystkie sezony serialu są również dostępne na platformach streamingowych Amazon Prime Video, Canal+ online, Netflix oraz HBO Max.

## Lista odcinków
| Seria | Seria | Liczba odcinków | Czas emisji                      |
| ----- | ----- | --------------- | -------------------------------- |
|       | 1     | 1–6 (6)         | 24 marca 2005 – 26 kwietnia 2005 |
|       | 2     | 7–28 (22)       | 20 września 2005 – 11 maja 2006  |
|       | 3     | 29–53 (25)      | 21 września 2006 – 17 maja 2007  |
|       | 4     | 54–72 (19)      | 27 września 2007 – 15 maja 2008  |
|       | 5     | 73–100 (28)     | 25 września 2008 – 14 maja 2009  |
|       | 6     | 101–126 (26)    | 17 września 2009 – 20 maja 2010  |
|       | 7     | 127–152 (26)    | 23 września 2010 – 19 maja 2011  |
|       | 8     | 153–176 (24)    | 22 września 2011 – 10 maja 2012  |
|       | 9     | 177–201 (25)    | 20 września 2012 – 16 maja 2013  |